# Alberto Vilar
Alberto Vilar, auch Albert Vilar (* 4. Oktober 1940 in Newark, New Jersey; † 4. September 2021 in New York City, New York) war ein US-amerikanischer Börsenspekulant und Mäzen.

## Leben
Vilars Vater war Plantagenbesitzer in Kuba gewesen. Vilar studierte Ökonomie mit einem Masterabschluss des Iona College. 1979 gründete er mit Gary Tanaka die Firma Amerindo Investment Advisors Inc. Sie waren eine der ersten Großinvestoren in AOL und Yahoo und konnten in der Zeit vor der Dotcom-Blase Rekordgewinne verzeichnen. 1999 konnte der Fonds sagenhafte 249 Prozent Rendite einbringen. Noch 2001 belief sich das Vermögen von Vilar auf geschätzte 1 Milliarde Dollar.
Der Amerindo-Aktienfonds war im Jahr 2000 noch 689 Millionen Dollar wert, aber im Jahre 2005 nur noch 98 Millionen.
2010 wurde Vilar zu 9 Jahren Haft verurteilt, da er das Geld seiner Kunden veruntreut haben soll. Er verbüßte seine Haft in einem Gefängnis für Häftlinge mit minderer Gefährlichkeit (low security facility) in New Jersey.
Seinem Geschäftspartner wurde dessen Pferdezucht zum Verhängnis, er finanzierte den Kauf mehrerer Pferde mit Kundengeldern und wurde zu drei Jahren Haft verurteilt.

## Der Mäzen
Vilar war ein großer Mäzen der Oper. Er soll um die 225 Millionen Dollar an kulturelle Institutionen verschenkt haben. Dazu zählten auch die Salzburger Festspiele und das Festspielhaus in Baden-Baden. Aber nicht immer hat er seine Zusagen eingehalten. Die New Yorker Met sollte 20 Millionen Dollar bekommen, erhielt aber nichts. Die dortige Gedenkplakette wurde inzwischen wieder abgeschraubt.